# آرام پیروزیان
آرام سرگئی پیروزیان (ارمنی: Արամ Սերգեյի Փիրուզյան؛ زادهٔ ۱۰ فوریهٔ ۱۹۰۷ - درگذشته ۲ اکتبر ۱۹۹۶) سیاستمدار اهل ارمنستان است که از تاریخ ۲۳ نوامبر ۱۹۳۷ تا تاریخ اکتبر ۱۹۴۳ سمت رئیس کمیساریای شورای خلق را برعهده داشت.

## زندگی‌نامه
وی در ۱۰ فوریهٔ ۱۹۰۷ در باکو به دنیا آمد و از فارغ‌التحصیل شد. وی همچنین برنده نشان لنین، نشان جنگ میهنی (درجه یک)، نشان پرچم سرخ کار، نشان برجسته افتخار شده‌است. وی در ۲ اکتبر ۱۹۹۶ در سن ۸۹ سالگی در ایروان درگذشت.

## نگارخانه

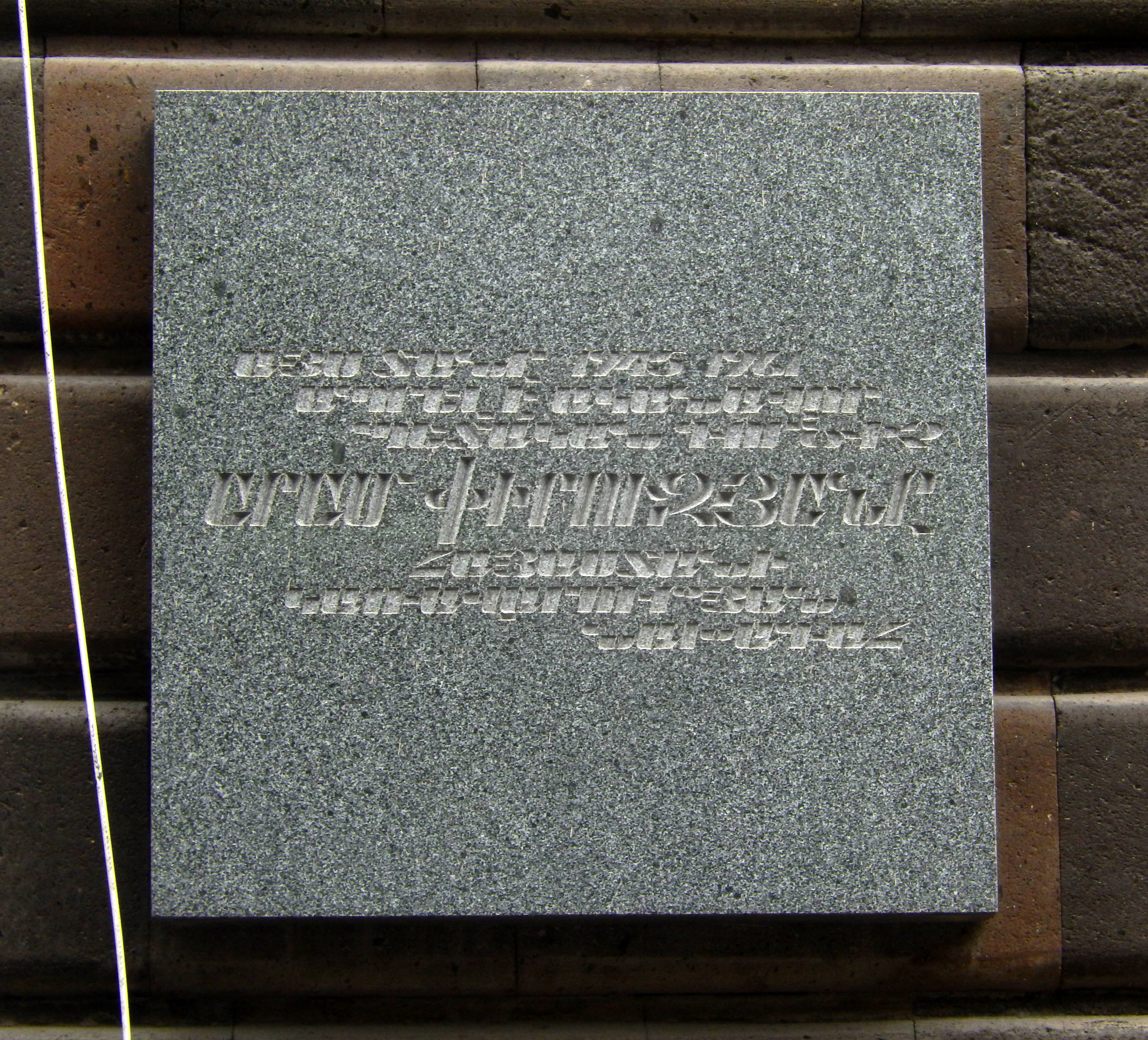